# Пије де ла Куеста, Шакутј (Пинотепа де Дон Луис)
Пије де ла Куеста, Шакутј (шп. Pie de la Cuesta, Shaacuty) насеље је у Мексику у савезној држави Оахака у општини Пинотепа де Дон Луис. Насеље се налази на надморској висини од 278 м.

## Становништво
Према подацима из 2010. године у насељу је живело 8 становника.

### Хронологија
| Година       | 2000      | 2005 | 2010 |
| ------------ | --------- | ---- | ---- |
| Становништво | 7 (3 / 4) | 6    | 8    |

### Попис
| # | Индикатор                     | Вредност |
| - | ----------------------------- | -------- |
| 1 | Укупно домаћинстава           | 2        |
| 2 | Укупно насељених домаћинстава | 2        |
| 3 | Величина локације             | 1        |